# مورسویل (کارولینای شمالی)
مورسویل (به انگلیسی: Mooresville) شهری در ایالت کارولینای شمالی کشور ایالات متحده آمریکا است که جمعیت آن در سرشماری سال ۲۰۱۰ میلادی، ۳۲٬۷۱۱ نفر بوده‌است.